# Leucadendron cinereum
Leucadendron cinereum är en tvåhjärtbladig växtart som först beskrevs av Daniel Carl Solander och William Aiton, och fick sitt nu gällande namn av Robert Brown. Leucadendron cinereum ingår i släktet Leucadendron och familjen Proteaceae. Inga underarter finns listade i Catalogue of Life.